# Ла-Рамбла (Кордова)
Ла-Рамбла (ісп. La Rambla) — муніципалітет в Іспанії, у складі автономної спільноти Андалусія, у провінції Кордова. Населення — 7600 осіб (2010).
Муніципалітет розташований на відстані близько 330 км на південь від Мадрида, 31 км на південь від Кордови.

## Демографія
Динаміка населення (INE ):